# Gianni Versace
Gianni Versace, född 2 december 1946 i Reggio di Calabria, Kalabrien, Italien, död 15 juli 1997 i Miami Beach, Florida, USA (mördad), var en italiensk modeskapare och grundare av modehuset Versace.
Hans mor var sömmerska och Versace blev tidigt intresserad av design och sömnad. Han designade sin första klänning som nioåring.
1972 flyttade Versace till Milano för att arbeta som modedesigner och 1978 presenterade han sin första damkollektion i sitt eget namn, vid en modevisning i Milano. 1982 vann han den första av en lång rad utmärkelser som "bästa modeskapare" för sin vinterkollektion 1982/1983. Versace samarbetade även med operan La Scala i Milano och designade kostymer för baletter.
Versace sköts till döds 15 juli 1997 utanför sitt hem i Miami Beach, Florida. Åtta dagar senare återfanns den misstänkte mördaren Andrew Cunanan död i en husbåt i Miami. Versaces modeimperium ärvdes till 20% av hans syster, Donatella Versace, till 50% av hennes dotter Allegra Versace, och till 30% hans bror Santo Versace.

## Privatliv
Versace träffade sin partner modellen Antonio D'Amico år 1982. Deras förhållande varade till Versaces död. Före sin död diagnostiserades Versace med öroncancer.